# Deuxième circonscription d'Adama
La deuxième circonscription d'Adama est une des 177 circonscriptions législatives de l'État fédéré Oromia, elle se situe dans la Zone Est Shoa. Sa représentante actuelle est Belaynesh Tadese Waqe.